# Нив, Руперт
Артур Руперт Нив (англ. Arthur Rupert Neve; 31 июля 1926 года, Ньютон-Эббот, Англия, Великобритания — 12 февраля 2021 года, Уимберли, Техас, США) — британcкий и американский инженер-электронщик и предприниматель, один из первых разработчиков профессионального звукозаписывающего оборудования. Разработал оборудование для аналоговой записи и микширования звука, которое было востребовано профессиональными музыкантами и техниками звукозаписи. Среди его клиентов были музыкальные группы The Beatles, Aerosmith и Nirvana, а также студии звукозаписи Sound City Studios и Эбби-Роуд. Основатель и руководитель компаний Neve Electronics, Focusrite, AMS Neve и Rupert Neve Designs.
В 1997 году получил премию Грэмми за «технические достижения в течение всей его жизни».

## Биография
Артур Руперт Нив родился 31 июля 1926 года в Ньютон-Эбботе, Англия. Детство провёл в основном в Буэнос-Айресе, где его отец был миссионером. Начал проектировать аудиоусилители и радиоприёмники с 13 лет. Начало Второй мировой войны увеличило спрос на радиоприемники, и Нив начал ремонтировать и продавать радиоприёмники. В 17 лет он участвовал во Второй мировой войне и был членом Королевского корпуса связи.

## Карьера
Нив начал свою карьеру после войны, проектируя громкоговорители и записывая ораторов и певцов на виниловые пластиинки, в том числе речи премьер-министра Уинстона Черчилля в 1940-х годах, и распространяя их записи по радиостанциям для трансляции. Он предоставлял громкоговорители для выступлений королевы Елизаветы, в то время принцессы, на открытии церкви Святого Андрея (англ.) в Плимуте, восстановленной после разрушения во время войны.

### Neve Electronics

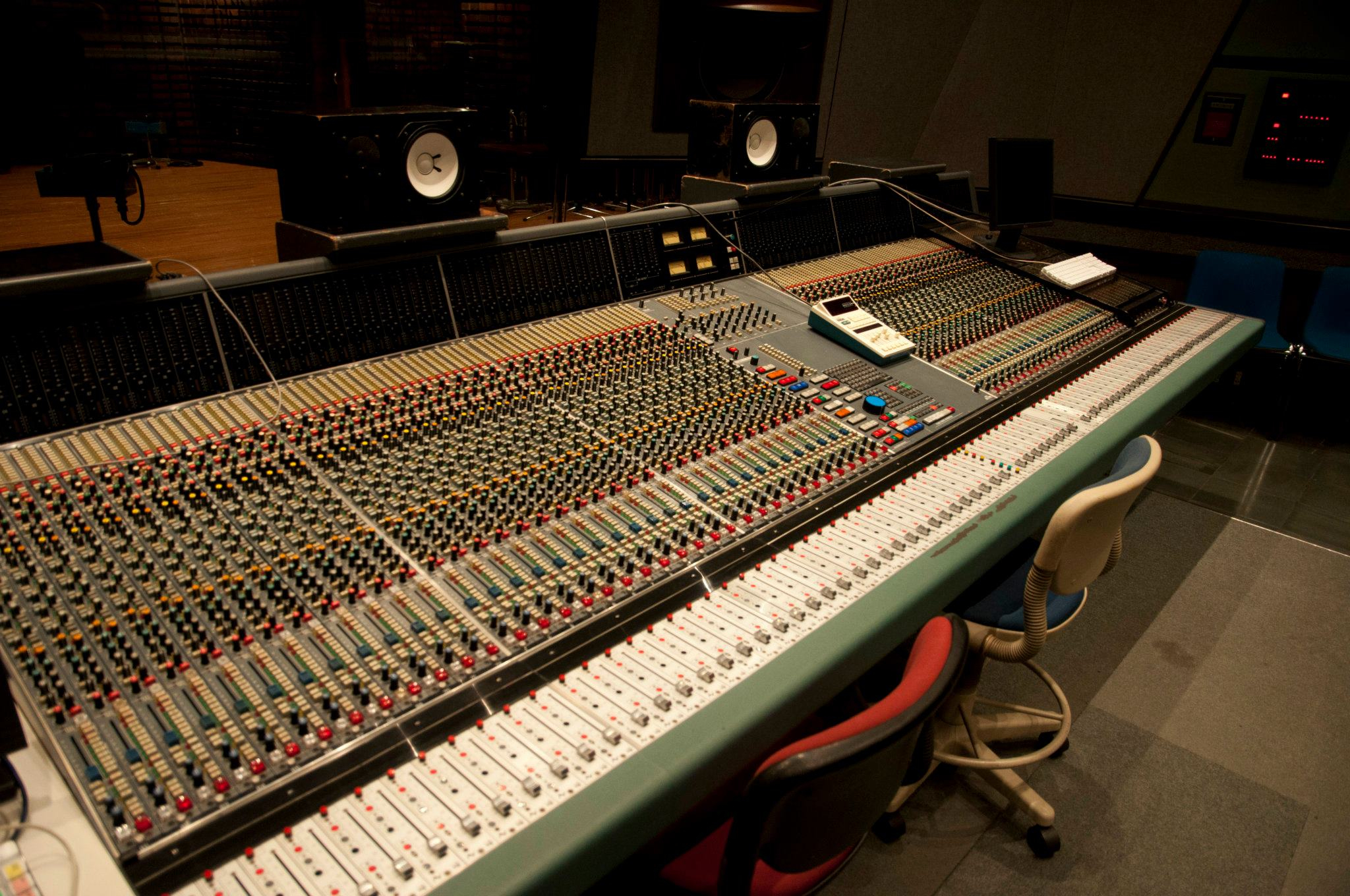
Часть оборудования для студии звукозаписи Neve VR-72

Нив работал в 1950-х годах с Rediffusion, предшественником первых систем кабельного телевидения. Покинув компанию Нив основал CQ Audio, специализирующуюся на производстве Hi-Fi акустических систем В 1961 году он основал Neve Electronics и начал разрабатывать и производить микшерные пульты для студий звукозаписи. Он начал с проектирования и создания микшерного пульта для композитора Десмонда Лесли из замка Лесли в Ирландии, где до сих пор находится оригинальный стол. Он построил микшерный пульт на основе транзисторов с эквалайзером для студии звукозаписи Phillips в Лондоне в 1964 году. Одними из его клиентов в этот период были The Beatles и их продюсер Джордж Мартин. Он продал свою компанию Neve Electronics  в 1975 году. В 1970-х годах он разработал программу обучения миссионеров использованию радиовещательного оборудования.
Нив работал над микрофонными предусилителями, эквалайзерами, компрессорами и первыми широкоформатными микшерными пультами. Многие из его давно снятых с производства продуктов считаются классическим оборудованием и востребованы профессионалами звукозаписывающей индустрии. Несколько компаний выпустили продукты, которые являются репликами или клонами Neve. Ему часто приписывают разработку современной записывающей консоли. В 1989 году он был введен в Зал славы журнала Mix, а в 1997 году стал третьим за всю историю премии Grammy лауреатом за совокупность достижений в течение всей жизни. В опросе 1999 года, проведенном журналом Studio Sound, его назвали звукорежиссёром номер один XX века. Дэйв Грол взял интервью у Нива для фильма Sound City в 2013 году, документального фильма о одноимённой студии звукозаписи. Среди его клиентов были музыкальные группы Aerosmith, Nirvana и звукозаписывающая студия Abbey Road Studios, а также Sound City Studios.

### Связанные компании

#### Нив и АМС Неве

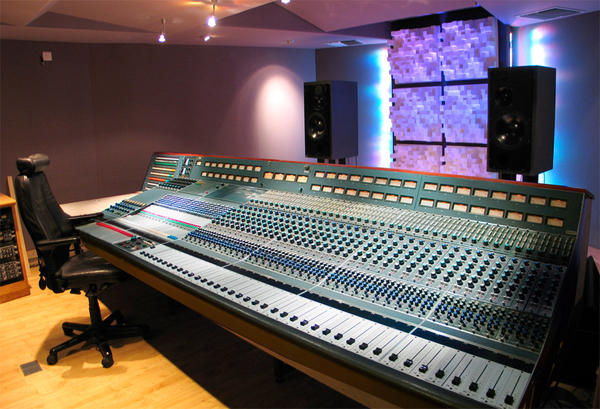
Neve 8078

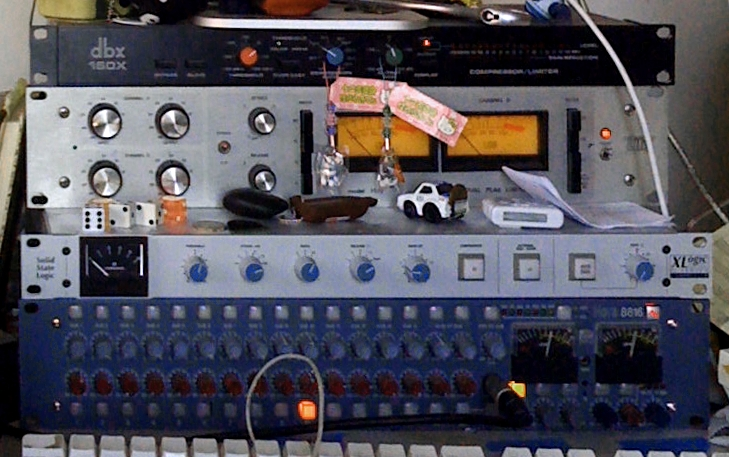
Микширующий пульт AMS Neve 8816

Первой компанией Нива был производитель высококачественных записывающих консолей в Англии. Сначала Нив работал из дома, а в конце 1960-х переехал в собственное помещение. В 1973 году АМС Неве была продана группе компаний «Бонохорд», а Руперт Нив покинул компанию в 1975 году. Первоначальная группа Neve была продана Siemens в 1985 году. Затем Siemens объединила Neve с другим британским производителем аудиоконсолей AMS (Advanced Music Systems) и сформировала AMS Neve. Позже компания была продана Тому Мизнеру из Школы аудиотехники

#### Фокусрайт
Компания Focusrite была основана Нивом и его женой Эвелин. Компания производила эквалайзеры, процессоры и усилители. Компания производила стоечное записывающее оборудование, внешнее оборудование, динамические процессоры и эквалайзеры. Компания была ликвидирована в 1989 году. Фил Даддеридж, создавший новую компанию Focusrite Audio Engineering Ltd, купил активы компании..

#### Консультанты АРН
Нив основал консалтинговую фирму ARN Consultants вместе со своей женой в 1975 году, во время периода соглашения о неконкуренции с Neve Electronics. В 1989 году фирма в партнёрстве с Amek Systems разработала ряд подвесного оборудования и консолей. Консультанты ARN также помогли разработать систему звукоснимателей ES для акустических гитар Taylor Guitars Руперт также разработал предусилитель K4 для этих гитар. Консультанты ARN также разработали 2-канальный блок для мастеринга под названием Masterpiece для Legendary Audio.

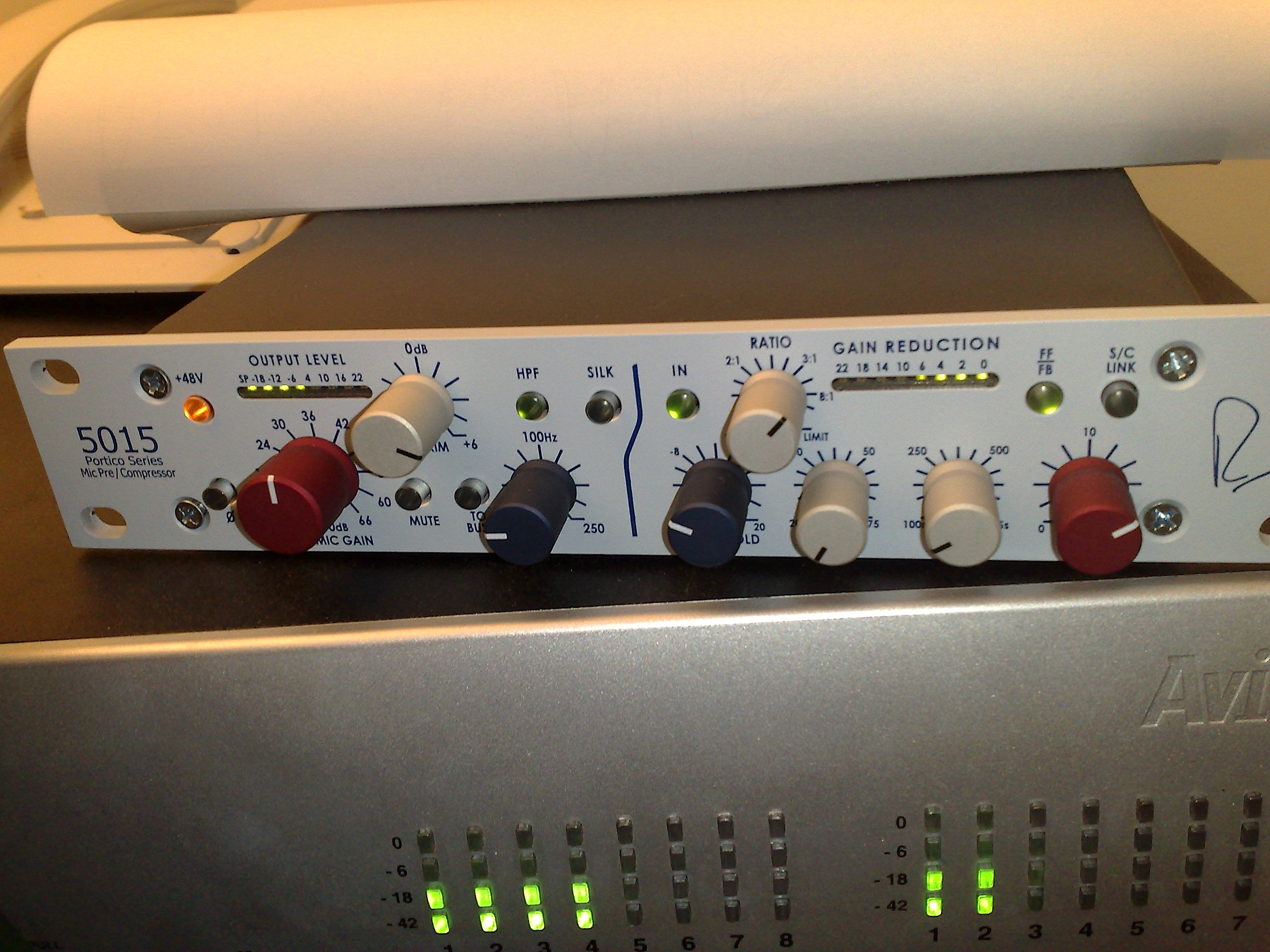
Компрессор микрофонного предусилителя Rupert Neve Designs Portico 5015

#### Руперт Нив Дизайнс
Нив основал Rupert Neve Designs в 2005 году для продажи различных микрофонных предусилителей, эквалайзеров, компрессоров и другого записывающего оборудования. Компания вышла на рынок проектных студий со своей серией Portico, которая включала модульные компоненты для микширования и записи. Компания также производит линейный смеситель 5088. Компания получила несколько наград TEC Awards в знак признания своих инновационных продуктов.
Нив стал партнёром sE Electronics в 2008 году для разработки микрофонов «Rupert Neve Signature Series». По состоянию на апрель 2015 года были представлены три модели: активный ленточный микрофон RNR1, конденсаторный микрофон с малой диафрагмой RN17 и ламповый конденсаторный микрофон с большой диафрагмой RNT.

## Личная жизнь
Нив был женат на своей жене Эвелин почти 70 лет до своей смерти. У пары было пятеро детей, и они переехали в Уимберли, штат Техас, США, в 1994 году и стали гражданами США в 2002 году. Нив умер 12 февраля 2021 года в Уимберли от пневмонии и сердечной недостаточности. Ему было 94 года.